# Enichioi
Enichioi è un comune della Moldavia situato nel distretto di Cantemir di 1.917 abitanti al censimento del 2004

## Località
Il comune è formato dall'insieme delle seguenti località: (popolazione 2004)
- Enichioi (936 abitanti)
- Bobocica (344 abitanti)
- Floricica (254 abitanti)
- Ţolica (383 abitanti)